# 伊恩·黑尔
伊恩·黑尔（英語：Ian Hale，1950年12月4日—），澳大利亚男子射击运动员。他曾代表澳大利亚参加1982年和1994年英联邦运动会射击比赛，获得一枚金牌、一枚银牌和一枚铜牌。